# Viện nghiên cứu động vật có vú - Viện Hàn lâm Khoa học Ba Lan

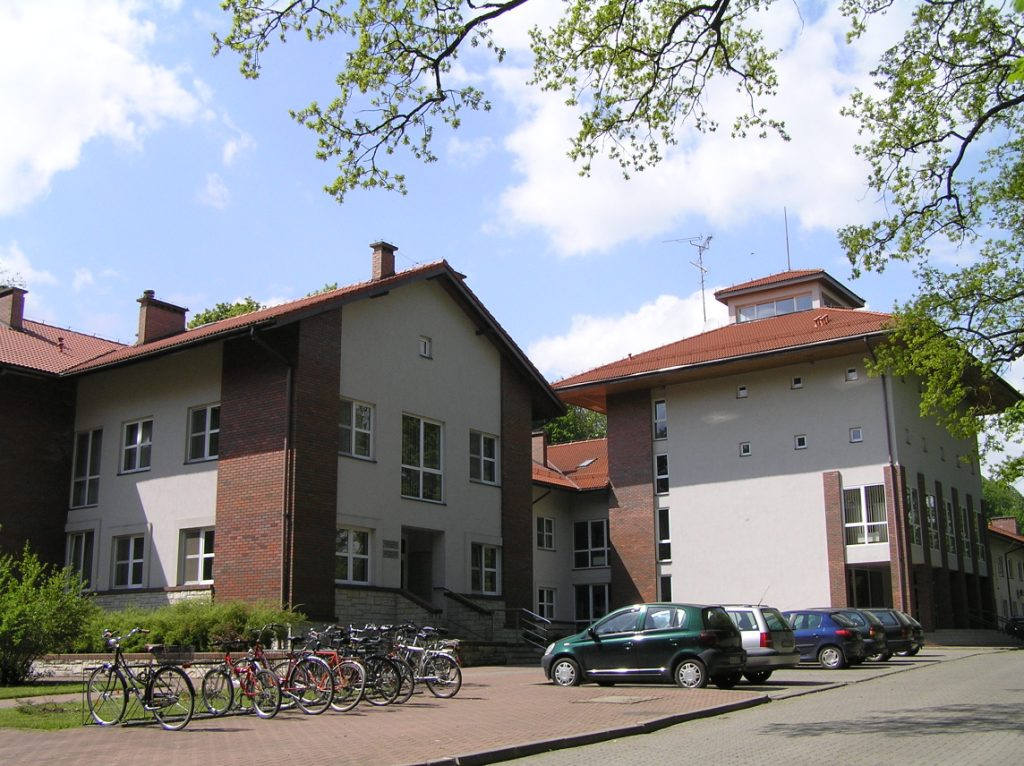
Tòa nhà của MRI

Viện nghiên cứu động vật có vú thuộc Viện Hàn lâm Khoa học Ba Lan (MRI) là một viện nghiên cứu nằm ở khu rừng nguyên sinh Białowieża của Ba Lan. Nhiệm vụ của Viện là thu nhận, nâng cao và phổ biến kiến thức về các mô hình và quy trình tự nhiên nhằm cải thiện cơ sở cho các hoạt động bảo tồn thiên nhiên hiệu quả và phát triển bền vững. Để thực hiện được nhiệm vụ của mình, Viện đã tiến hành nghiên cứu về tất cả các khía cạnh sinh học của động vật có vú, xuất bản trên các tạp chí khoa học nổi tiếng, phát triển hợp tác khoa học quốc tế, cung cấp đào tạo học thuật, đưa ra lời khuyên cho các tổ chức chính phủ và phi chính phủ, đồng thời tương tác với công chúng.
Viện nghiên cứu động vật có vú được thành lập vào năm 1952 và là một viện nghiên cứu độc lập của Phòng Sinh học thuộc Viện Hàn lâm Khoa học Ba Lan. Viện tiến hành nghiên cứu về hình thái học, phân loại, hệ thống, tiến hóa, khả năng di truyền, sinh lý học, tâm lý học và sinh thái học của động vật có vú. Từ năm 1952-2006, các nhà nghiên cứu của Viện đã xuất bản 23 cuốn sách và hơn 1.400 bài báo khoa học. Có khoảng 60 đầu sách được đăng trên các tạp chí quốc tế hàng đầu thế giới bao gồm: Tạp chí bảo tồn sinh học, động vật học, sinh thái học, sinh lý học và tự nhiên. Năm 2003, Viện đã được Liên minh Châu Âu trao tặng danh hiệu là một trong những tổ chức có thành tích hoạt động xuất sắc. Năm 2006, Viện được đánh giá là một trong 5 tổ chức khoa học tốt nhất của Ba Lan về lĩnh vực sinh học.